# Armando Monasterolo
Armando Monasterolo est un scénariste et dessinateur italien de bande dessinée né en 1915 à Turin, et mort en 1978 à Pieve Ligure.

## Publications
Il a travaillé sur Robin Hood pour la Fleetway (dans Thriller Comics, traduit dans Oliver chez Impéria). 
- 1945 : Capitan Giaguardo et Daniel Boone pour les éditions Taurinia. Il a produit diverses illustrations pour des éditeurs comme SAS, Paravia ou SEI.
- 1949 : il signe La prédatrice pour l’Audace et Harry Fox pour les éditions Arc.
- 1950 : il réalise Il Giustiziere del West pour les éditions Audace.
- 1951 : On le retrouve sur Graziella pour Subalpino.
- 1952 : Il signe L’Ultimo dei Mohicani dans Il Giornalino en 1952, traduit par Le dernier des Mohicans dans le petit format Prairie des éditions Impéria.
- 1954 : il produit des cinéromans pour la Scolaro, genre alors très en vogue.
- 1957 : Pour les éditions Torelli, il signe quelques épisodes de Pecos Bill, Manrico et Sigfrido.
- 1965-67 : Il écrit et dessine Acom Kid dans Colt 45.
- 1965-75 : il réalise de nombreux récits érotiques.
- Années 1970 : Il écrit et dessine Le blond et le Crochet (Biondo e Rampino) dans Lanciostory (publié en France dans Super West Poche) et Joselito pour les éditions Araldo (publié chez Mon journal dans la revue éponyme).

Il a fourni quelques histoires aux éditions Lug comme Delgadito dans Spécial Zembla, Le lion dans Baroud ou Les Quatre cavaliers sans visage dans Mustang (scénario de A. Mazzanti).